# Master d'économie
Le diplôme national de master d'économie, parfois désigné par le sigle DNM, est délivré par un établissement public d'enseignement supérieur comme une université, deux ans après l’obtention du diplôme national de licence. Il vaut 120 ECTS et confère le grade du même nom.

## Objectifs
Le deuxième cycle associe formation générale et formation professionnelle, et doit permettre aux étudiants de compléter leurs connaissances, d’approfondir leur culture et les initier à la recherche scientifique. La formation dispensée en vue du diplôme national de master comprend des enseignements théoriques, méthodologiques et appliqués et comprend obligatoirement une ou plusieurs périodes d'expérience professionnelle (stages, contrats, service civique, etc.). Elle comprend également une initiation à la recherche et, notamment, la rédaction d’un mémoire ou d’autres travaux d’études personnels. Le diplôme de master valide également l’aptitude à maitriser au moins une langue vivante étrangère.
En 2010, les diplômes de master destinés à former aux métiers de l’enseignement (professeurs des premier et second degrés, professeur documentaliste et conseiller principal d'éducation avant qu’ils ne passent les concours) font leur apparition.
Cela permet d'offrir une formation qui combine l’aspect théorique et appliquée de la science économique, permettant aux lauréats de bien comprendre le fonctionnement de l’économie et d’apporter l’analyse et l’évaluation adéquate en utilisant les modèles théoriques et les tests empiriques, de former des cadres supérieurs polyvalents, capables de manier les outils de l’analyse économique et d’apporter leurs expertises dans les administrations et les institutions publiques, dans les entreprises privées et publiques et dans les institutions et organismes internationaux, de former de jeunes chercheurs capables de faire de la recherche scientifique en poursuivant un cursus de doctorat et de participer à l’amélioration et à la croissance du stock de connaissance en sciences économiques. Cela permet aussi d'acquérir la maîtrise des théories et modèles économiques, la maîtrise des méthodes quantitatives : Les diplômés acquièrent des compétences techniques et un savoir-faire (analyse des données, traitements statistiques et économétriques). Mais aussi de développer des capacités d’analyse et de modélisation des problématiques économiques ; d'être capable de mener une analyse scientifique rigoureuse dans le domaine économique et de maîtriser des logiciels les plus utilisés en économie.

## Diplômes requis
Licence en sciences économiques, Licence en mathématiques appliquées.
Les étudiants doivent disposer d’une très bonne maîtrise de l'algèbre linéaire , de l'étude des fonctions d'une seule variable et de plusieurs variables , des  statistiques descriptive et  inférentielle, et des théories économiques de base (microéconomie, macroéconomie, Finance),. La question de la sélection des étudiants au diplôme national de master (en première ou deuxième année) a fait l’objet d'âpres débats. Le Conseil d’État avait jugé illégale la sélection en février 2016,. Un décret publié en mai 2016 avait dressé une liste - limitative - des 40 % de masters autorisés à sélectionner en 2e année, mais il n'avait pas empêché de nouveaux recours en justice. En décembre 2016, une loi instaure alors finalement la sélection à l'entrée de la première année, dès 2017,,.
L'ensemble des masters français est visible sur la plateforme du Ministère, monmaster.gouv.fr. Pour accéder au diplôme national de master, les étudiants doivent posséder le diplôme national conférant le grade de licence dans un domaine compatible avec celui du diplôme national de master, ou le cas échéant passer une procédure de validation des acquis. Le diplôme de master est accessible aux étudiants après un dépôt de candidature (CV, lettre de motivation, relevés de notes, lettres de recommandation, expériences professionnelles et stages...), suivi, éventuellement après entretiens et épreuves complémentaires, d'un avis favorable de la commission chargée du master en question : l'accès est donc sélectif à l'entrée de la 1re année de master. Il n'y a plus de sélection à l'entrée de la 2e année (sauf pour les candidats extérieurs), seuls les étudiants n'ayant pas satisfait aux exigences de 1re année n'accèdent pas en 2e année.
Toutefois, les titulaires d'une licence obtenue récemment et qui ne seraient acceptés dans aucun master peuvent solliciter le rectorat dans des conditions très strictes pour tenter d'obtenir une proposition d'inscription alternative. Cela a concerné 3 300 étudiants à la rentrée 2017, dont 735 ont pu trouver une place. Le code de l'éducation fixe une liste générale des compatibilités des mentions du diplôme national de licence avec les mentions du diplôme national de master. Les recteurs d'académies et les universités s'appuient sur cette liste pour donner une admission aux étudiants souhaitant poursuivre leurs études.

## Contenu pédagogique
Le diplôme de master sanctionne un niveau correspondant à l’obtention de 120 crédits européens (ECTS). D’après le principe sur lequel repose le système européen de transfert et d'accumulation de crédits, selon lequel le travail à fournir par un étudiant à plein temps pendant une année universitaire correspond à soixante crédits, la préparation du master dure deux années universitaires (ou quatre semestres) après l’obtention de la licence ; cette durée n’est cependant pas explicitement énoncée par les textes réglementaires. Il est parfois utilisé les termes de M1 ou master 1 pour désigner la première année (se rapportant à l'ancienne maîtrise), et M2 ou master 2 pour désigner la deuxième année (se rapportant aux anciens DESS et DEA); mais le diplôme de master est bien un diplôme indivisible de 2 années.
| Semestre 1 | Semestre 2 |
| Modules : - Microéconomie Avancée I - Macroéconomie Avancée I - Mathématiques (Algèbre et Optimisation) - Statistique mathématique - Econométrie I - Théories économiques                                                                          | Modules : - Microéconomie Avancée II - Macroéconomie Avancée II - Econométrie II - Analyse des données I - Logiciels de statistiques et d’économétrie - Anglais Business |
| Semestre 3 | Semestre 4 |
| Modules : - Economie internationale - Econométrie des séries temporelles - Modèles d’équilibre général calculables - Théorie de la finance et applications - Politique économique et évaluations des politiques publiques - Analyse des données II | Stage ou mémoire |

## Débouchés
- Des cadres supérieurs dans les administrations et entreprises publiques : Analyse et évaluation des politiques publiques ; études d’impact ; rapports scientifiques.

- Des cadres et chercheurs dans les institutions et organismes nationaux et internationaux : Analyse de la conjoncture économique, études statistiques approfondies, prévisions, études d’impacts ;
- Etudes doctorales : Jeunes chercheurs en sciences économiques ; enseignement et recherche.

- Cadres dans les entreprises privées : Département recherche, département de prospection, analyse de risque, études des comportements, analyse statistique, études d’impact